# Экспорт Рэймонда
«Экспорт Рэймонда» (англ. Exporting Raymond) — комедийный документальный фильм 2010 года.

## Синопсис
Фильм рассказывает о том, как Фил Розенталь, создатель сериала «Все любят Рэймонда», приезжал в Россию для съёмок адаптации под названием «Воронины».

## Актёры
- Фил Розенталь
- Станислав Дужников
- Анна Фроловцева
- Борис Клюев
- Константин Наумочкин
- Олег Табаков
- Георгий Дронов
- Рэй Романо

## Отзывы
Сайт-агрегатор рецензий Rotten Tomatoes присвоил фильму рейтинг 72 % со средней оценкой 6,2 из 10 на основе 25 рецензий. На Metacritic кино имеет 55 баллов из 100 на основе 13 отзывов. Дэвид Руни из The Hollywood Reporter отмечал, что «Розенталь преодолевает культурные различия с ироничным юмором». Деннис Харви из Variety подчёркивал, что «путь „Рэймонда“ непрост». Майк Хейл из The New York Times писал, что фильм «интересен и даже доставляет удовольствие именно из-за русских». Бетси Шарки из Los Angeles Times считала, что самой сложной частью работы над адаптацией был главный герой. Кайл Смит из New York Post отметил, что «в фильме есть ощущение утомительной командировки». Скотт Тобиас из NPR писал, что его увлекло «столкновение культур» России и США. Ноэль Мюррей из The A.V. Club поставил «Экспорту Рэймонда» оценку «B» и посчитал, что фильм «был бы более поучительным, если бы Розенталь более серьёзно относился к своей миссии „понимания России“». Джейсон Бейли из DVD Talk размышлял, что «российское телевидение, кажется, добилось некоторого успеха, импортируя американские ситкомы и перепрофилируя их для восточной аудитории».